# Alano español
Alano Español – lekki molos należący do grupy psów chwytających. Jest to pies o eleganckiej formie i odznaczający się dobrym balansem. Ma silny kościec i muskulaturę. Charakteryzuje go poważny wyraz pyska. Tradycyjnie Alano wykorzystuje się jako psa do poskramiania dzikiego lub pół-dzikiego bydła jak również do polowania na dziki i jelenie. Aktualnie coraz częściej Alano wykorzystywane jest jako pies do obrony i stróżowania. Jest uznawany za psa wszechstronnie uzdolnionego potrafiącego wcielić się w różne z powierzonych mu ról.

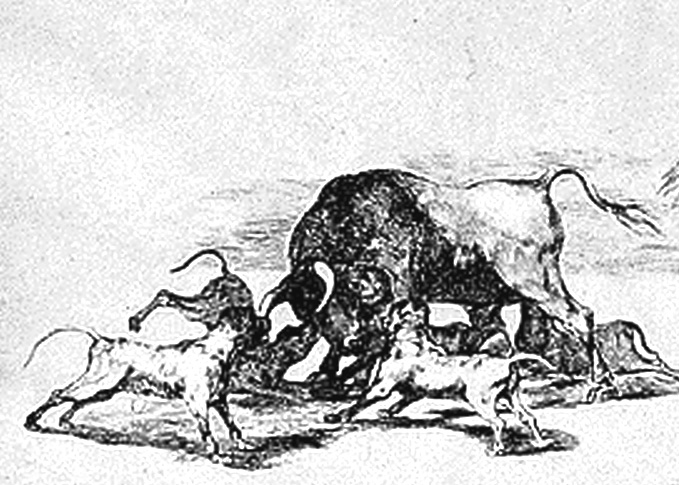
Rysunek autorstwa Francisco de Goya przedstawiający psy poskramiające byka - funkcji do której Alano były używane w roku 1816, gdy powstało to dzieło.

## Uznanie rasy
Alano jest rasą uznaną w swoim rodzimym kraju Hiszpanii, ale nieznaną w FCI. Wzorzec rasy powstał w oparciu o pomiary populacji rejestrowanej przez Sociedad Espanola de Fomento y Cria del Alano (S.E.F.C.A.). Real Sociedad Canina de España (RSCE) przyjął wzorzec po zmianach wprowadzonych przez Asociación Nacional de Criadores del Alano Español (A.N.C.A.E.).